# اسلج‌همر گیمز
اسلج‌همر گیمز (Sledgehammer Games) نام شرکت توسعه‌دهنده بازی‌های ویدئویی و رایانه‌ای آمریکایی است. این شرکت در سال ۲۰۰۹ توسط گلن اسکافیلد و مایکل کاندری تأسیس شد. این دو قبل‌تر در شرکت ویسرال گیمز مشغول به فعالیت بوده و خلق بازی فضای مرده بر عهده آن‌ها بود. این شرکت امروزه کاملاً مستقل عمل کرده و از زیرمجموعه‌های اکتیویژن است. دفتر مرکزی اسلج‌همر در فوستر سیتی، کالیفرنیا قرار دارد. شهرت عمده این شرکت بخاطر فعالیت‌های آن در توسعه مجموعه بازی‌های ندای وظیفه است. توسعه ندای وظیفه: جنگاوری نوین ۳، ندای وظیفه: جنگاوری پیشرفته و همین‌طور قسمت ۱۵ این مجموعه یعنی ندای وظیفه: جنگ جهانی دوم بر عهده اسلج‌همر گیمز بوده‌است.